# Michael Heseltine
Michael Ray Dibdin Heseltine, baron Heseltine (ur. 21 marca 1933 w Swansea) – brytyjski przedsiębiorca i polityk Partii Konserwatywnej, minister w rządach Margaret Thatcher i Johna Majora, członek Tory Reform Group.

## Wczesne lata życia
Wykształcenie odebrał w Shrewsbury School. Działał jako wolontariusz podczas wyborów 1951 r. Następnie rozpoczął naukę na Pembroke College w Oksfordzie. Tam, nieprzyjęty do uniwersyteckiego Stowarzyszenia Konserwatywnego, założył własny Klub Niebieskiej Wstęgi. Po pięciu latach na uczelni został wybrany do Oxford Union. W latach 1953–1954 pełnił funkcję sekretarza i skarbnika komitetu. Studia ukończył z dyplomem drugiej klasy z filozofii, politologii i ekonomii.
Po zakończeniu studiów rozpoczął działalność biznesową w spółce z kolegą ze studiów, Ianem Josephsem. Zajmował się handlem nieruchomościami. W styczniu 1959 r. został powołany do wojska. Służył jako podporucznik w Gwardii Walijskiej (Welsh Guard). Po zakończeniu służby wojskowej próbował swoich sił również w braży prasowej.
W 1959 r. podjął próbę dostania się do Izby Gmin. Przegrał jednak wybory w laburzystowskim okręgu Gower. W 1964 r. wystartował w okręgu Coventry, ale i tam przegrał. Do parlamentu dostał się w 1966 r. wygrywając wybory w okręgu Tavistock.

## Kariera polityczna
Po zwycięstwie konserwatystów w 1970 r. na krótko został młodszym ministrem w departamencie transportu. Następnie objął analogiczne stanowisko w resorcie środowiska, gdzie częściowo odpowiadał za wprowadzenie Local Government Act z 1972 r. W tym samym roku został przeniesiony do Ministerstwa Przemysłu. W 1973 r. został ministrem ds. przestrzeni powietrznej. Na tym stanowisku działał na rzecz wzrostu inwestycji w Concordy. W przegranych przez konserwatystów wyborach 1974 r. Heseltine startował w okręgu Henley. W gabinetach cieni Edwarda Heatha i Margaret Thatcher był ministrem przemysłu.
Kiedy konserwatyści powrócili do władzy w 1979 r. Heseltine został ministrem środowiska. Odpowiadał tam za sprzedaż osiedli samorządowych (council houses). W 1981 r. odpowiadał za wygaszanie zamieszek w Brixton i Toxteth. Z jego inicjatywy w 1984 r. wystartował National Garden Festival. W 1983 r. został ministrem obrony. Dał się tam poznać jako zwolennik rozbrojenia nuklearnego. Z tego stanowiska zrezygnował w 1986 r. po sporze z premier Thatcher na tle sprzedaży brytyjskiej firmy produkującej helikoptery Westland Helicopters (Heseltine opowiadał się za sprzedażą firmy jednej z firm europejskich, premier chciała ją sprzedać Amerykanom).
Następne cztery lata Heseltine spędził w tylnych ławach parlamentu, często krytykując poczynania rządu Thatcher. Po jej rezygnacji w 1990 r. wystartował w wyborach na lidera Partii Konserwatywnej, ale przegrał w decydującej turze z Johnem Majorem. Heseltine otrzymał wkrótce stanowisko ministra środowiska (wcześniej odrzucił stanowisko ministra spraw wewnętrznych). W departamencie środowiska odpowiadał w pierwszym rzędzie za zniesienie podatku pogłównego. Po wyborach 1992 r. został ministrem handlu i przemysłu, ale wolał być tytułowany przewodniczącym Zarządu Handlu. Obejmując to stanowisko obiecał dokładać wszelkich starań przy pomocy dla brytyjskich przedsiębiorstw. Jednak podczas prywatyzacji British Coal zgodził się na zamknięcie 31 kopalni w Nottinghamshire, kopalni, które podczas wielkich strajków w latach 1984-1985 kontynuowały pracę.
W czerwcu 1993 r. Heseltine doznał ataku serca podczas pobytu w Wenecji. Kiedy telewizja pokazała ujęcia ministra opuszczającego szpital na wózku inwalidzkim rozpoczęły się dyskusje, czy Heseltine może dalej prowadzić działalność polityczną. Heseltine pozostał jednak ważnym graczem na brytyjskiej scenie politycznej. W 1994 r. poparł prywatyzację Urzędu Pocztowego. Podczas konfliktu o przywództwo w Partii Konserwatywnej między premierem a ministrem ds. Walii Johnem Redwoodem, Heseltine poparł Majora. Ten powierzył Heseltine'owi stanowisko wicepremiera.
Po zwycięstwie Partii Pracy w wyborach 1997 r. zrezygnował ze startu w wyborach na lidera konserwatystów. Jako euroentuzjasta i stronnik byłego Kanclerza Skarbu Kennetha Clarke'a, działał na rzecz przystąpienia Wielkiej Brytanii do strefy euro. W 2001 r. zrezygnował ze startu w wyborach. Od królowej Elżbiety II otrzymał parowski tytuł barona Heseltine i zasiadł w Izbie Lordów.

## Publikacje
- Raising The Sights - A Tory Perspective, Primrose League Gazette, vol.91, no.2, Aug/Sept 1987 edition, Londyn
- Life in the Jungle, Hodder & Stoughton, 2000, ISBN 0-340-73915-0